# Copa Brasil de Futebol de Areia de 2017–18
A Copa Brasil de Clubes de Futebol de Areia ou Copa Brasil de Clubes de Beach Soccer de 2017–18. Essa é a quinta e a sexta edição do torneio, realizado entre 19 de novembro de 2017 até 24 de novembro de 2018 pela Confederação Brasileira de Beach Soccer, sediado nas praias de Pajuçara em Maceió (Eliminatórias), Leme em Zona Sul do Rio de janeiro (Eliminatórias) e Parque Olímpico na Barra da Tijuca do Rio de janeiro (Fase Final).  
Competição terá fases Norte/Nordeste, Sul/Sudeste/Centro-Oeste e fase final, O campeonato, que terá oito equipes, será disputado entre os dias 20 e 24 de novembro no Rio (RJ), e vai valer duas vagas para a Copa Libertadores da América 2018, competição organizada pela Conmebol (26 de novembro a 2 de dezembro). Ao todo, o Brasil tem direito a três vagas, sendo que uma delas é do Vasco da Gama, atual bicampeão. Ainda terá o Boavista, porque será o representante da Competição.  

## Times Participantes
| Equipe              | Cidade         | Em 2016 | Títulos            | Participações |
| ------------------- | -------------- | ------- | ------------------ | ------------- |
| América de Natal    | Natal          | -       | 0 (não possui)     | 1ª            |
| ASA                 | Maceió         | -       | 0 (não possui)     | 1ª            |
| Boavista            | Rio de Janeiro | -       | 0 (não possui)     | 1ª            |
| Botafogo            | Rio de Janeiro | -       | 1 (último em 2011) | 5ª            |
| Botafogo da Paraíba | João Pessoa    | -       | 0 (não possui)     | 1ª            |
| Confiança           | Aracaju        | -       | 0 (não possui)     | 1ª            |
| CSA                 | Maceió         | -       | 0 (não possui)     | 1ª            |
| Flamengo b          | Rio de Janeiro | 7º      | 1 (último em 2013) | 6ª            |
| Gama                | Brasília       | -       | 0 (não possui)     | 1ª            |
| Grêmio              | Porto Alegre   | -       | 0 (não possui)     | 1ª            |
| Joinville           | Florianópolis  | -       | 0 (não possui)     | 1ª            |
| Moto clube          | São Luís       | -       | 0 (não possui)     | 1ª            |
| Murici              | Maceió         | -       | 0 (não possui)     | 1ª            |
| Paysandu a          | Belém          | -       | 0 (não possui)     | 1ª            |
| Quixadá             | Fortaleza      | -       | 0 (não possui)     | 1ª            |
| Remo a              | Belém          | -       | 0 (não possui)     | 1ª            |
| Rio Branco-ES       | Vitória        | 4º      | 0 (não possui)     | 3ª            |
| Rio Branco-PR       | Curitiba       | -       | 0 (não possui)     | 1ª            |
| Sampaio Corrêa      | São Luís       | 1º      | 1 (último em 2016) | 6ª            |
| Santa Cruz          | Refice         | -       | 0 (não possui)     | 1ª            |
| Vasco da Gama       | Rio de Janeiro | 3º      | 2 (último em 2014) | 6ª            |
| Vitória             | Salvador       | -       | 0 (não possui)     | 3ª            |

↑a 
A etapa final aconteceria no Belém, mas a Confederação de Beach Soccer do Brasil optou sediar no Parque Olímpico no Rio deJaneiiro. já era previsto uma partida entre Remo e Paysandu para ser o representante da competição, mas com houve a mudança, o Boavista foi escolhido pela Federação de Beach Soccer do Rio de Janeiro.
↑b  Flamengo disputou as eliminatórias da etapa Sul/Sudeste/Centro-Oeste de 2017, a equipe rubro negra ficou em segundo lugar do grupo B e nas semifinais foi derrotada diante do Botafogo, na disputa do terceiro lugar venceu a equipe do Gama por 8 a 2 e ficando com a última vaga para Copa Brasil da etapa final. A equipe tinha a sua vaga assegurada mas desistiu em disputar e assim a equipe do Gama ficou com a vaga.

## Eliminatórias da Copa Brasil = Etapa Norte/Nordeste
Grupos/ A, B e C
| Times do Grupo A | Pts | J | V | V+ | D | GP | GC | SG |            | Times do Grupo B | Pts | J | V | V+ | D  | GP | GC | SG |
| Vitória          | 5   | 3 | 1 | 1  | 1 | 11 | 10 | 1  | Murici     | 6                | 3   | 2 | 0 | 1  | 11 | 8  | 3  |    |
| Quixadá          | 6   | 3 | 2 | 0  | 1 | 5  | 3  | 2  | ASA        | 5                | 3   | 1 | 1 | 1  | 4  | 2  | 2  |    |
| CSA              | 0   | 3 | 0 | 0  | 3 | 5  | 12 | -7 | Moto clube | 3                | 3   | 1 | 0 | 2  | 9  | 12 | -3 |    |

|                        |                 |            |          |
| 15 de novembro de 2017 |                 |            |          |
| Quixadá                | 3 – 1           | Moto clube | Pajuçara |
| Vitória                | (3p) 1 – 1 (2p) | ASA        | Pajuçara |
| CSA                    | 3 – 6           | Murici     | Pajuçara |
| 16 de novembro de 2017 |                 |            |          |
| Vitória                | 7 – 5           | Moto clube | Pajuçara |
| Quixadá                | 2 – 1           | Murici     | Pajuçara |
| CSA                    | 0 – 3           | ASA        | Pajuçara |
| 17 de novembro de 2017 |                 |            |          |
| Quixadá                | (2) 1 – 1 (3)   | ASA        | Pajuçara |
| CSA                    | 2 – 3           | Moto clube | Pajuçara |
| Vitória                | 3 – 4           | Murici     | Pajuçara |

| Times do Grupo C    | Pts | J | V | V+ | D | GP | GC | SG |
| ------------------- | --- | - | - | -- | - | -- | -- | -- |
| Santa Cruz          | 6   | 3 | 2 | 0  | 1 | 16 | 11 | 5  |
| América de Natal    | 6   | 3 | 2 | 0  | 1 | 15 | 15 | 0  |
| Botafogo da Paraíba | 3   | 3 | 1 | 0  | 2 | 8  | 9  | -1 |
| Confiança           | 3   | 3 | 1 | 0  | 2 | 6  | 10 | -4 |

| 15 de novembro de 2017 |       |                     |          |
| Botafogo da Paraíba    | 2 – 3 | Santa Cruz          | Pajuçara |
| Confiança              | 4 – 2 | América de Natal    | Pajuçara |
| 16 de novembro de 2017 |       |                     |          |
| Confiança              | 2 – 3 | Botafogo da Paraíba | Pajuçara |
| América de Natal       | 9 – 8 | Santa Cruz          | Pajuçara |
| 17 de novembro de 2017 |       |                     |          |
| América de Natal       | 4 – 3 | Botafogo da Paraíba | Pajuçara |
| Confiança              | 0 – 5 | Santa Cruz          | Pajuçara |

|  | Semifinais             | Semifinais             |        |                        | Final                  | Final  |  |
|  |                        |                        |        |                        |                        |        |  |
|  | 18 de novembro de 2017 |                        |        |                        |                        |        |  |
|  | Santa Cruz             | 0                      |        |                        |                        |        |  |
|  | Vitória                | 0                      |        |                        |                        |        |  |
|  |                        |                        |        |                        |                        |        |  |
|  |                        |                        |        |                        | 19 de novembro de 2017 |        |  |
|  |                        |                        |        |                        | Vitória                | 3 (2p) |  |
|  |                        | América de Natal       | 3 (1p) |                        |                        |        |  |
|  |                        |                        |        |                        |                        |        |  |
|  |                        |                        |        |                        |                        |        |  |
|  |                        |                        |        |                        | Terceiro lugar         |        |  |
|  | 18 de novembro de 2017 | 18 de novembro de 2017 |        | 19 de novembro de 2017 | 19 de novembro de 2017 |        |  |
|  | América de Natal       | 0                      |        | Murici                 | 1 (1)                  |        |  |
|  | Murici                 | 0                      |        |                        | Santa Cruz             | 1 (0)  |  |

Campeão
| Copa Brasil de Beach Soccer = Etapa Norte/Nordeste 2017 |
| Bahia                                                   |
| ------------------------------------------------------- |
| Campeão Vitória (1° título)                             |

## Eliminatórias da Copa Brasil = Etapa Sul/Sudeste/Centro-Oeste
Grupo A
| Times do Grupo A | Pts | J | V | V+ | D | GP | GC | SG  |
| ---------------- | --- | - | - | -- | - | -- | -- | --- |
| Botafogo         | 9   | 3 | 3 | 0  | 0 | 18 | 2  | 16  |
| Flamengo         | 6   | 3 | 2 | 0  | 1 | 18 | 8  | 10  |
| Rio Branco-PR    | 3   | 3 | 1 | 0  | 2 | 14 | 24 | -10 |
| Grêmio           | 0   | 3 | 0 | 0  | 3 | 8  | 24 | -16 |

| 22 de novembro de 2017 |        |               |      |
| Botafogo               | 9 – 0  | Rio Branco-PR | Leme |
| Flamengo               | 7 – 2  | Grêmio        | Leme |
| 23 de novembro de 2017 |        |               |      |
| Flamengo               | 10 – 4 | Rio Branco-PR | Leme |
| Botafogo               | 7 – 1  | Grêmio        | Leme |
| 24 de novembro de 2017 |        |               |      |
| Rio Branco-PR          | 10 – 5 | Grêmio        | Leme |
| Botafogo               | 2 – 1  | Flamengo      | Leme |

Grupo B
| Times do Grupo B | Pts | J | V | V+ | D | GP | GC | SG |
| ---------------- | --- | - | - | -- | - | -- | -- | -- |
| Vasco da Gama    | 9   | 3 | 3 | 0  | 0 | 18 | 6  | 12 |
| Gama             | 2   | 3 | 0 | 1  | 2 | 4  | 2  | 2  |
| Joinville        | 4   | 3 | 0 | 2  | 1 | 3  | 7  | -4 |
| Rio Branco-ES    | 0   | 3 | 0 | 0  | 3 | 1  | 7  | -6 |

| 22 de novembro de 2017 |                 |               |      |
| Rio Branco-ES          | (0p) 7 – 7 (2p) | Joinville     | Leme |
| Vasco da Gama          | 4 – 2           | Gama          | Leme |
| 23 de novembro de 2017 |                 |               |      |
| Vasco da Gama          | 7 – 3           | Joinville     | Leme |
| Gama                   | (1) 4 – 4 (0)   | Rio Branco-ES | Leme |
| 24 de novembro de 2017 |                 |               |      |
| Joinville              | (1) 7 – 7 (0)   | Gama          | Leme |
| Vasco da Gama          | 7 – 1           | Rio Branco-ES | Leme |

|  | Semifinais             | Semifinais             |   |                        | Final                  | Final |  |
|  |                        |                        |   |                        |                        |       |  |
|  | 25 de novembro de 2017 |                        |   |                        |                        |       |  |
|  | Botafogo               | 8                      |   |                        |                        |       |  |
|  | Gama                   | 3                      |   |                        |                        |       |  |
|  |                        |                        |   |                        |                        |       |  |
|  |                        |                        |   |                        | 26 de novembro de 2017 |       |  |
|  |                        |                        |   |                        | Botafogo               | 3     |  |
|  |                        | Vasco da Gama          | 1 |                        |                        |       |  |
|  |                        |                        |   |                        |                        |       |  |
|  |                        |                        |   |                        |                        |       |  |
|  |                        |                        |   |                        | Terceiro lugar         |       |  |
|  | 25 de novembro de 2017 | 25 de novembro de 2017 |   | 26 de novembro de 2017 | 26 de novembro de 2017 |       |  |
|  | Vasco da Gama          | 3                      |   | Gama                   | 2                      |       |  |
|  | Flamengo               | 2                      |   |                        | Flamengo               | 8     |  |

Campeão
| Copa Brasil de Beach Soccer Etapa Sul/Sudeste/Centro-Oeste 2017 |
| Rio de Janeiro                                                  |
| --------------------------------------------------------------- |
| Campeão Botafogo (1° título)                                    |

## Classificados para a Fase Final da Copa Brasil
| Time             | Classificação                                              |
| ---------------- | ---------------------------------------------------------- |
| Sampaio Corrêa   | Campeão da Copa Brasil de 2016                             |
| Boavista         | Clube-Sede                                                 |
| Paysandu a       | Clube-Sede                                                 |
| Remo a           | Clube-Sede                                                 |
| Vitória          | Campeão da Etapa = Norte/Nordeste                          |
| América de Natal | Vice-campeão da Etapa = Norte/Nordeste                     |
| Murici           | Terceiro lugar da Etapa = Norte/Nordeste                   |
| Botafogo         | Campeão da Etapa = Sul/Sudeste/Centro-Oeste                |
| Vasco da Gama    | Vice Campeão da Etapa = Sul/Sudeste/Centro-Oeste           |
| Flamengo b       | Se classificou em terceiro lugar, mas desistiu em disputar |
| Gama             | Qualificado, por conta da desistencia do Flamengo          |

## Fase Final da Copa Brasil
Grupo A
| Times do Grupo A | Pts | J | V | V+ | D | GP | GC | SG  |
| ---------------- | --- | - | - | -- | - | -- | -- | --- |
| Vasco da Gama    | 9   | 3 | 3 | 0  | 0 | 24 | 8  | +17 |
| Botafogo         | 6   | 3 | 2 | 0  | 1 | 14 | 13 | +1  |
| Boavista         | 3   | 3 | 1 | 0  | 2 | 10 | 17 | -7  |
| América de Natal | 0   | 3 | 0 | 0  | 3 | 12 | 22 | -10 |

| 20 de novembro de 2018 |        |                  |                 |
| Vasco da Gama          | 10 - 3 | América de Natal | Parque Olímpico |
| Botafogo               | 4 - 3  | Boavista         | Parque Olímpico |
| 21 de novembro de 2018 |        |                  |                 |
| Botafogo               | 7 - 5  | América de Natal | Parque Olímpico |
| Vasco da Gama          | 9 - 2  | Boavista         | Parque Olímpico |
| 22 de novembro de 2018 |        |                  |                 |
| Boavista               | 5 - 4  | América de Natal | Parque Olímpico |
| Vasco da Gama          | 5 - 3  | Botafogo         | Parque Olímpico |

Grupo B
| Times do Grupo B | Pts | J | V | V+ | D | GP | GC | SG  |
| ---------------- | --- | - | - | -- | - | -- | -- | --- |
| Sampaio Corrêa   | 9   | 3 | 3 | 0  | 0 | 26 | 11 | +15 |
| Vitória          | 6   | 3 | 2 | 0  | 1 | 17 | 12 | +5  |
| Murici           | 3   | 3 | 1 | 0  | 2 | 23 | 22 | +1  |
| Gama             | 0   | 3 | 0 | 0  | 3 | 7  | 28 | -21 |

| 20 de novembro de 2018 |        |                |                 |
| Murici                 | 4 - 7  | Vitória        | Parque Olímpico |
| Sampaio Corrêa         | 11 - 0 | Gama           | Parque Olímpico |
| 21 de novembro de 2018 |        |                |                 |
| Vitória                | 6 - 2  | Gama           | Parque Olímpico |
| Sampaio Corrêa         | 10 - 7 | Murici         | Parque Olímpico |
| 22 de novembro de 2018 |        |                |                 |
| Murici                 | 12 - 5 | Gama           | Parque Olímpico |
| Vitória                | 4 - 5  | Sampaio Corrêa | Parque Olímpico |

|  | Semifinais             | Semifinais             |   |                        | Final                  | Final |  |
|  |                        |                        |   |                        |                        |       |  |
|  | 23 de novembro de 2018 |                        |   |                        |                        |       |  |
|  | Vasco da Gama          | 4 (2)                  |   |                        |                        |       |  |
|  | Vitória                | 4 (3)                  |   |                        |                        |       |  |
|  |                        |                        |   |                        |                        |       |  |
|  |                        |                        |   |                        | 24 de novembro de 2018 |       |  |
|  |                        |                        |   |                        | Sampaio Corrêa         | 7     |  |
|  |                        | Vitória                | 2 |                        |                        |       |  |
|  |                        |                        |   |                        |                        |       |  |
|  |                        |                        |   |                        |                        |       |  |
|  |                        |                        |   |                        | Terceiro lugar         |       |  |
|  | 23 de novembro de 2018 | 23 de novembro de 2018 |   | 24 de novembro de 2018 | 24 de novembro de 2018 |       |  |
|  | Sampaio Corrêa         | 5 (4)                  |   | Vasco da Gama          | 4                      |       |  |
|  | Botafogo               | 5 (3)                  |   |                        | Botafogo               | 1     |  |

Campeão
| Copa Brasil de Beach Soccer 2017-18 |
| Maranhão                            |
| ----------------------------------- |
| SAMPAIO CORRÊA Campeão (2° título)  |

## Prêmios
| Melhor Jogador                 | Melhor Jogador | Melhor Jogador |
| ------------------------------ | -------------- | -------------- |
| Filipe Silva ( Sampaio Corrêa) |                |                |
| Artilheiro                     |                |                |
| Filipe Silva ( Sampaio Corrêa) |                |                |
| 9 gols                         |                |                |
| Melhor Goleiro                 |                |                |
| Jefinho ( Sampaio Corrêa)      |                |                |
| Revelação                      |                |                |
|                                |                |                |